# Historia biologii
Historia biologii – część historii nauki wyróżniona na podstawie badanej dziedziny, jaką jest biologia. Opisuje badanie życia na Ziemi od czasów starożytnych do współczesności. Historia życia na Ziemi opisana jest w odrębnym artykule.
Biologia to jedna z głównych nauk przyrodniczych, ogniskująca w sobie wyniki innych nauk przyrodniczych. Obejmuje wszystkie zagadnienia życia w jego rozmaitych przejawach i stadiach rozwojowych. Przedmiotem biologii jest wszystko, co dotyczy budowy, rozwoju, pochodzenia i przemiany organizmów żywych. Przez długi czas zajmowała miejsce dominujące wśród nauk przyrodniczych, obecnie ustępując nieco innym, które wyłoniły się z niej w ostatnim stuleciu, np. biochemii czy genetyce.
Odkrycia biologii i jej postępy spowodowały rewolucję w poglądach człowieka na świat; wiedza dotycząca mechanizmów ewolucyjnych, czy budowy komórek ciała ludzkiego zdobyta została dzięki rozwojowi nauk biologicznych. Mniej znana jest sama historia odkryć biologicznych, zarówno tych pierwszych, które sprawiły, że biologia zajęła kiedyś dominujące miejsce wśród nauk przyrodniczych, jak i tych, które sprawiły, że ten prymat utraciła.

## Najwcześniejsze dzieje biologii

### Starożytny Egipt
Jednym z najbardziej doniosłych odkryć archeologicznych nt. starożytnej biologii jest odnalezienie przez Georga Ebersa w Egipcie w 1860 r. papirusu nazwanego jego imieniem. Po przetłumaczeniu okazało się, że jest to dzieło medyczne z XV w. p.n.e. Już wówczas egipska medycyna osiągnęła wyjątkowy stopień rozwoju w porównaniu do innych państw starożytnych. Ujęcie zagadnień medycznych w system wymaga co najmniej kilkusetletniej obserwacji i praktyki. Można by zatem wnioskować, że Papirus Ebersa nie był pierwszą próbą w tym zakresie. Został bowiem skonstruowany w oparciu o wiadomości z zakresu nauk ścisłych, dowodząc, że jest tylko kontynuacją osiągnięć nieznanych poprzedników jego twórcy.

### Starożytna Grecja
W starożytnej Grecji zagadnienia biologiczne były częścią filozofii przyrody – dyscypliny filozoficznej, z której z czasem wykształciła się nowożytna nauka.
Za pierwszego systematycznego badacza życia uznaje się Arystotelesa. Jego studia na temat powstawania i funkcjonowania istot żywych, stanowią pierwszy tak systematyczny i ugruntowany empirycznie wykład, i aż do XVI w. nie zostały prześcignięte. Wraz z Teofrastem (który zajmował się głównie botaniką) uznawany jest za twórcę biologii. Dzieła biologiczne obejmują 1/4 Corpus Aristotelicum. Najważniejszymi traktatami są O częściach zwierząt i Historia animalium.
Biologia Arystotelesa miała charakter witalistyczny. Zakładała, że tym, co odróżnia istoty żywe od reszty rzeczywistości jest ucieleśniona dusza. Stanowi ona formę życia organicznego, nadaje mu jedność i celowość. Każda z podstawowych kategorii istot żywych, miała przez nią nadany inny cel naturalny (entelechia),
Arystoteles wyróżniał trzy części duszy, odpowiadające różnym poziomom organizacji życia:
- dusza wegetatywna wiąże się z odżywianiem i rośnięciem; stanowi formę roślin, zwierząt i ludzi;
- dusza zmysłowa czyni zdolnym do postrzegania i poruszania się; stanowi formę u zwierząt i ludzi;
- dusza rozumna (νοῦς nous) występujący wyłącznie u ludzi, najdoskonalszą z form; jedyną, która posiadła zdolność rozumienia świata zewnętrznego i świadomość samej siebie. Dusza rozumna dzieli się na:
  - rozum bierny, receptywny
  - rozum czynny, który, nie będąc powiązany z ciałem (stanowiąc czystą formę), jest nieśmiertelny.

Arystoteles był prekursorem morfologii. Arystoteles poczynił istotne spostrzeżenia dotyczące rozwoju zarodkowego zwierząt. Prześledził on dzień po dniu zmiany rozwojowe w jajku kurzym, obserwował również rozwój wielu innych zwierząt. Opisał tkanki, a narządy rozłożył w dość uproszczony sposób na ich części składowe. Wyraźne błędy metodologiczne, których się dopuścił, należy złożyć na karb nieumiejętności przeprowadzania sekcji zwierząt.
Teofrast z Eresos był uczniem Arystotelesa i objął po nim kierownictwo jego szkoły. Uznawany jest za ojca botaniki,

### Wieki ciemne przyrodoznawstwa
Wkrótce po okresie, w którym działał Arystoteles ośrodek naukowej twórczości przeniósł się do Aleksandrii, gdzie Ptolemeusz I wzniósł wielkie muzeum i założył bibliotekę. Kwitła tam matematyka i geografia, ale przyrodoznawstwem nie zajmowano się prawie w ogóle.
W okresie Cesarstwa Rzymskiego większość autorów zajmowała się jedynie porządkowaniem i systematyzowaniem wiedzy. Pliniusz Starszy rzymski generał i powieściopisarz, był autorem 37-tomowej Historii naturalnej, w której starał się zgromadzić całą ówczesną wiedzę przyrodniczą. Był kompilatorem, który odrzucił metody Arystotelesa i bezkrytycznie zamieszczał w swym dziele zarówno legendy, jak i fakty zapożyczone z dzieł innych autorów. W pracach skupił się na zagadnieniach systematycznych, podczas gdy Arystoteles uznał systematykę za naukę podrzędną. Logiczną i dość spójną klasyfikację Arystotelesa, opartą na planie budowy zwierzęcia, zastąpił sztucznym podziałem w zależności od środowiska życia.
Innym, znanym przyrodnikiem Rzymskim był Galen, anatom i lekarz, jeden z nielicznych twórczych umysłów schyłku okresu starożytnego.
Późniejszy zanik postępu nauk przyrodniczych był skutkiem odwrócenia się ludzi od spraw przyziemnych. Jedną z przyczyn były rosnące wpływy chrześcijaństwa. Lansowane przez Kościół ideały ascezy, ucieczki od świata i pokładania nadziei w życiu pośmiertnym potęgowały wrogie nastawienie do naukowej obserwacji, która często była widziana jako herezja. Chęć poznania świata doczesnego interpretowana była jako grzeszna ciekawość. Książki były gromadzone w miejscach trudno dostępnych (klasztory), znikły szkoły filozofii, spadł ogólny poziom wykształcenia. Duchowieństwo zawładnęło szkolnictwem, zajmowano się jednak przede wszystkim zagadnieniami nadprzyrodzonymi, nadając mistyczne znaczenie zjawiskom naturalnym. Doprowadziło to do pseudonaukowych dyskusji z powoływaniem się na wyrwane z kontekstu stwierdzenia starożytnych autorów i znacznego upadku przyrodoznawstwa. I tak na przykład przekonywano, że odkryte na Słońcu plamy są złudzeniem optycznym, ponieważ Arystoteles w którymś miejscu powiedział, że „Oblicze słońca pozbawione jest plam”.
W średniowieczu zaadaptowano jednak wiele teorii i wiedzy przyrodniczej od uczonych arabskich, w szczególności w zakresie medycyny i walki z epidemiami.

## Nowa era biologii
Odrodzenie przyniosło zmiany światopoglądowe, umożliwiające szybszy rozwój nauk przyrodniczych. Rozpowszechnienie się w Europie nowych metod druku, wielkie odkrycia na morzu, powstanie licznych uniwersytetów, wymiana myśli pod wpływem wędrówek wywołanych krucjatami – wszystko to doprowadziło do rozbudzenia ciekawości światem. Odrodzenie przyniosło też nawrót do badań naukowych. W czasach tych tworzyli Galileusz i Kartezjusz. W wieku XVII i XVIII rozwój nauk przyrodniczych nabrał tempa, wciąż jednak lawirując wśród utartych poglądów i dogmatów Kościoła.

### Anatomia i medycyna
Na bazie odkryć Wesaliusza rozwijała się anatomia porównawcza zwierząt. William Harvey do metod Wesaliusza, opartych przede wszystkim na obserwacji, dołączył eksperyment i opisał krwiobieg. Uważany jest on za ojca nowoczesnej fizjologii.
Wynalezienie mikroskopu i zastosowanie go do badań nad strukturą tkanki, komórki i światem pierwotniaków przez Grewa, Hooke’a, Malpighiego i Leeuwenhoek ukazało nowe obszary badań naukowych. W XVII wieku John Ray zainicjował poszukiwania nowoczesnych metod klasyfikacji organizmów, a w XVIII Linneusz wprowadził system nazewnictwa biologicznego, stosowany do dzisiaj.
Cuvier rozwinął anatomię porównawczą zwierząt, a Bichat położył podwaliny pod naukę o budowie tkanek (histologia). Rosjanin Baer rozwinął spostrzeżenia Cuviera i Bichata, uzupełniając je o obserwacje z dziedziny rozwoju zarodkowego zwierząt, dając początek nowoczesnej embriologii.

### Teoria ewolucji Darwina
W 1858 roku Charles Darwin przedstawił teorię ewolucji biologicznej dokonującej się przez dobór naturalny. Według niej, współczesne gatunki powstały w sposób naturalnego przystosowania się do środowiska, w którym żyli ich przodkowie.

### Odkrycie zasad dziedziczenia, DNA
Jednym z największych dokonań biologii w XX w. było poznanie budowy DNA. Odkrycia dokonali Francis Crick i James Watson, którzy ogłosili wyniki swoich badań w 1953 roku. Poznanie budowy DNA zapoczątkowało intensywny rozwój genetyki, a także inżynierii genetycznej, która zajmuje się wykorzystywaniem genów w hodowli roślin i zwierząt.